# Chasmina glabra
Chasmina glabra är en fjärilsart som beskrevs av Walker 1865. Chasmina glabra ingår i släktet Chasmina och familjen nattflyn. Inga underarter finns listade i Catalogue of Life.